# G-index

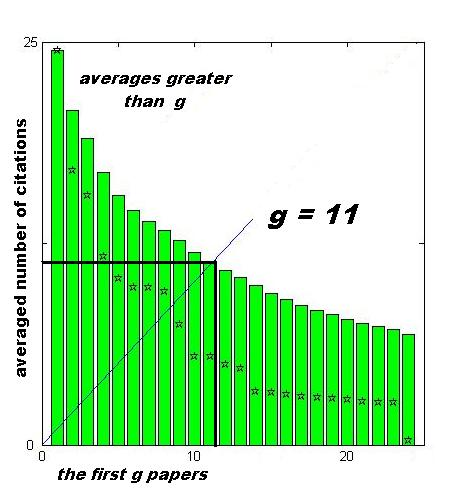
Приклад G-index.

g-індекс (наукометрія) — це індекс для вимірювання наукової продуктивності, метрика рівня автора, що розраховується на основі бібліометричних показників. Запропонований в 2006 р. Leo Egghe.
Індекс розраховується на основі розподілу цитувань, отриманих публікаціями вченого:
 Для заданої множини статей, відсортованих в порядку зменшення кількості цитувань, які отримали ці статті, G-index це найбільше число, таке що g найбільш цитованих статей отримали (сумарно) не менше g2 цитувань.
В 2008 були виведені найпростіші властвості G-індекса. Наприклад, якщо цитування з слабких статей переносити на сильніші, то G-індекс щонайменше не зменшиться. Згодом були введено узагальнення цієї метрики.